# Экотуризм на Байкале

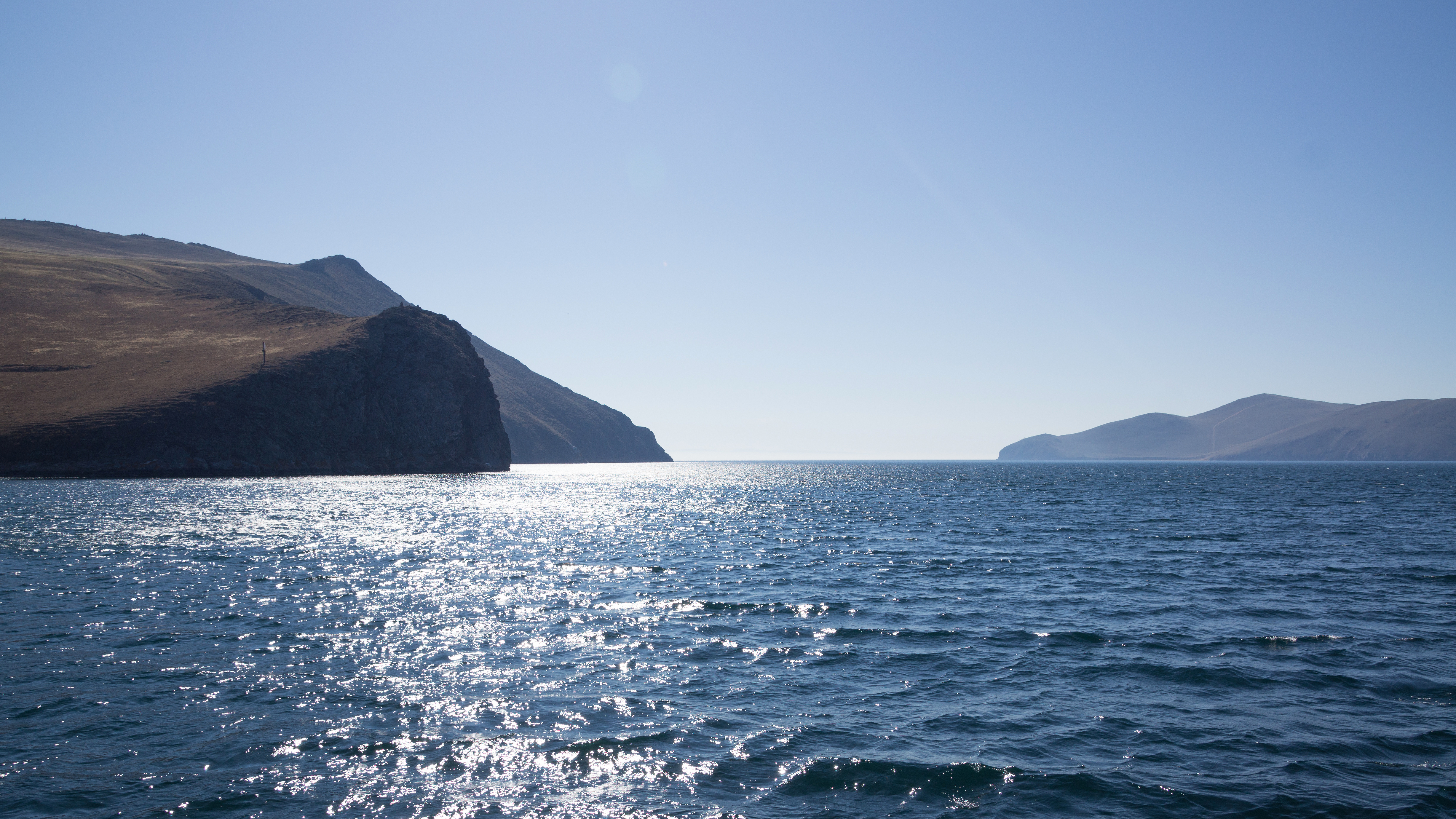
Байкал

Глубочайшее на планете озеро Байкал на юге Восточной Сибири и его живописные окрестности с уникальным разнообразием флоры и фауны с каждым годом привлекают все больше поклонников экотуризма. Уникальная экологическая система региона делает перспективы развития здесь этого вида отдыха исключительно благоприятными, несмотря на некоторые существующие сегодня проблемы: недостаточно хорошо развитую туристическую инфраструктуру и транспортные трудности, а также загрязняющие окружающую среду выбросы Байкальского целлюлозно-бумажного комбината.
Система государственного экологического мониторинга озерной системы находится в стадии формирования. Однако уже и сегодня существует достаточное количество экотуров по самому Байкалу, его островам и побережью.
Первый здешний экологический тур — по Кругобайкальской железной дороге — был разработан в 80-х годах XX века Иркутским Бюро международного молодёжного туризма «Спутник».
Сегодня же многими туристскими организациями Байкальского региона регулярно проводятся мероприятия по созданию и экологическому благоустройству туристских троп, воспитанию туристов в духе бережного отношения к природе, проведению спортивных и экскурсионных мероприятий в сочетании с экологическими работами.

## Летние туры
Благоприятное время для отдыха на озере — период с мая по октябрь. Июль и август — самое жаркое время, когда можно купаться. Температура воздуха может достигать +30 °C, а мелководье может прогреваться до +25 °C.
Летом на Байкале туристам предлагают:
- Пляжный отдых.
- Пешие походы по побережью.
- Автомобильные и велосипедные экскурсии.
- Погружения с аквалангом.
- Сплавы на байдарках и катамаранах.
- Верховые прогулки.
- Катание на квадроциклах.
- Вертолетные экскурсии.
- Восхождения на утесы побережья и спуск в пещеры.
- Рыбалку. В водах Байкала насчитывается более 55 видов рыбы. Активно ловят здесь щуку, хариуса, окуня, омуля, сорогу, ленка, сига, налима и др. причем особенно крупных размеров. Рыбаки-любители могут арендовать судно для рыбалки (или ловить с прибрежных скал) и поселиться на специализированной рыболовной базе различного уровня комфорта на свой выбор. Популярные среди рыбаков места: залив Мухор, Чивыркуйский залив, мелководные бухты Малого Моря, местные реки.

## Зимние туры
В зимнее время экотуристам предлагают следующие виды отдыха:
- Подлёдная рыбалка. Сезон длится с конца декабря до середины мая. Профессиональные инструктора помогут подготовить правильную лунку в необычайно прозрачном льду, организуют пикник на льду с горячей едой и поделятся секретами комфортного самочувствия в сорокаградусные морозы, которые на Байкале — не редкость. Для тех, кто более ценит удобства, подойдет рыбалка в марте и апреле, когда лёд ещё крепок, но температура воздуха уже может достигать плюсовых отметок.
- Катание на собачьих упряжках. Специализированные туры предполагают маршруты различной сложности и протяженности.
- Прогулки на снегоходах. Предоставляются различные программы, в зависимости от уровня подготовки катающегося.
- Вертолетные экскурсии.
- Катание на горных лыжах, сноубордах и санках. На побережье открыты многочисленные пункты проката горнолыжного оборудования.

## Детские туры
Детский туризм на Байкале предполагает размещение малышей в летних детских лагерях с насыщенной туристической, экскурсионной и творческой программами, а также санаторно-оздоровительные мероприятия на специализированных базах.

## Большая Байкальская тропа
Межрегиональная общественная организация «Большая Байкальская тропа», созданная в 2003 году, своей целью называет воспитание бережного отношения к природе, создание и развитие инфраструктуры экотуризма для поддержания устойчивого развития Байкальского региона. А также сохранение традиций и культуры местных жителей, повышение уровня их жизни, путём создания новых источников дохода и мотивации к сохранению окружающей среды.
Организация проводит международные программы для молодёжи, обустраивая и реконструируя экологические тропы, проводя лекции для школьников  с целью экологического просвещения в области охраны природы, участвуя в специализированных проектах совместно с другими организациями, заинтересованными в эколого-образовательной работе.

## Галерея

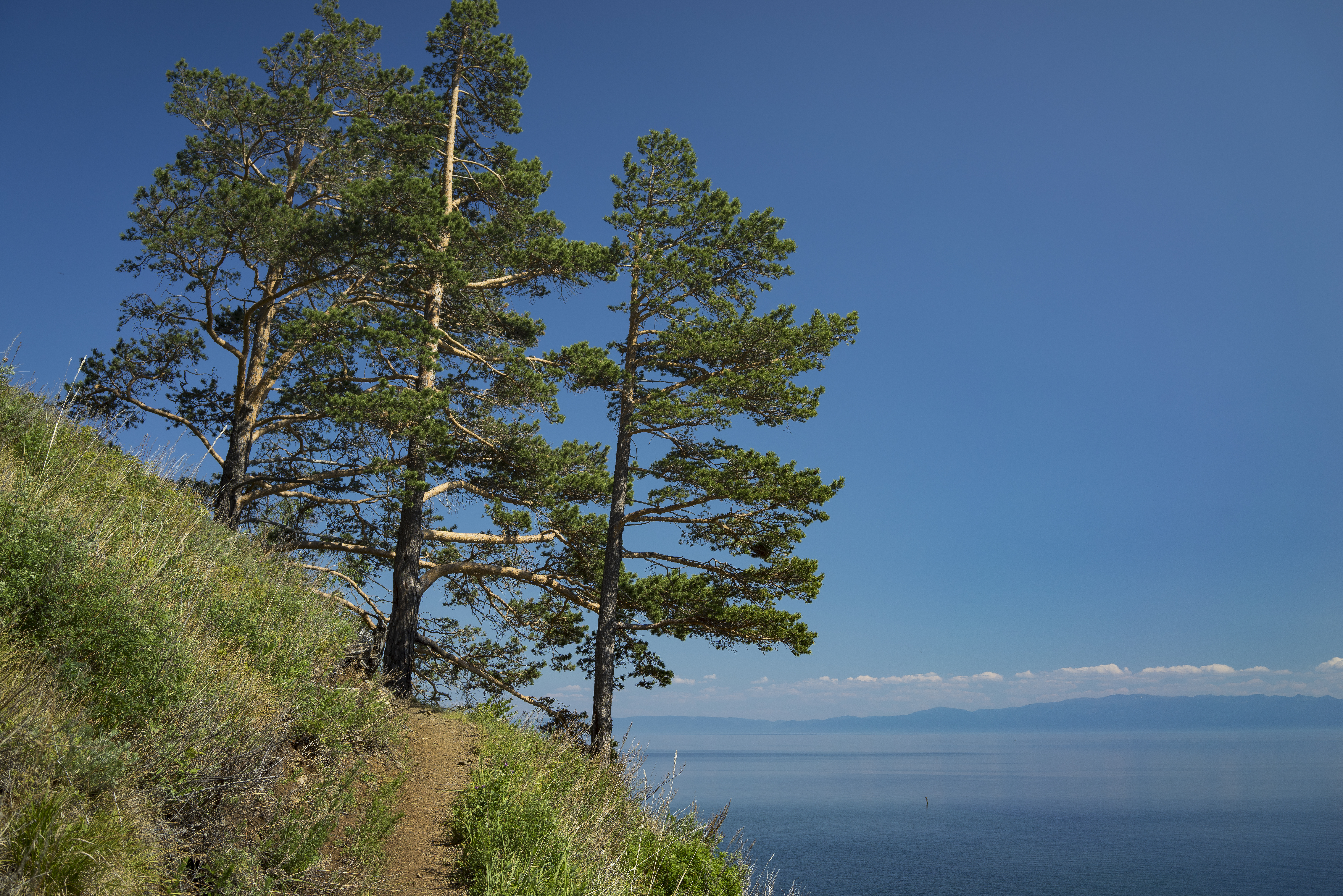
Пешая Большая Байкальская тропа
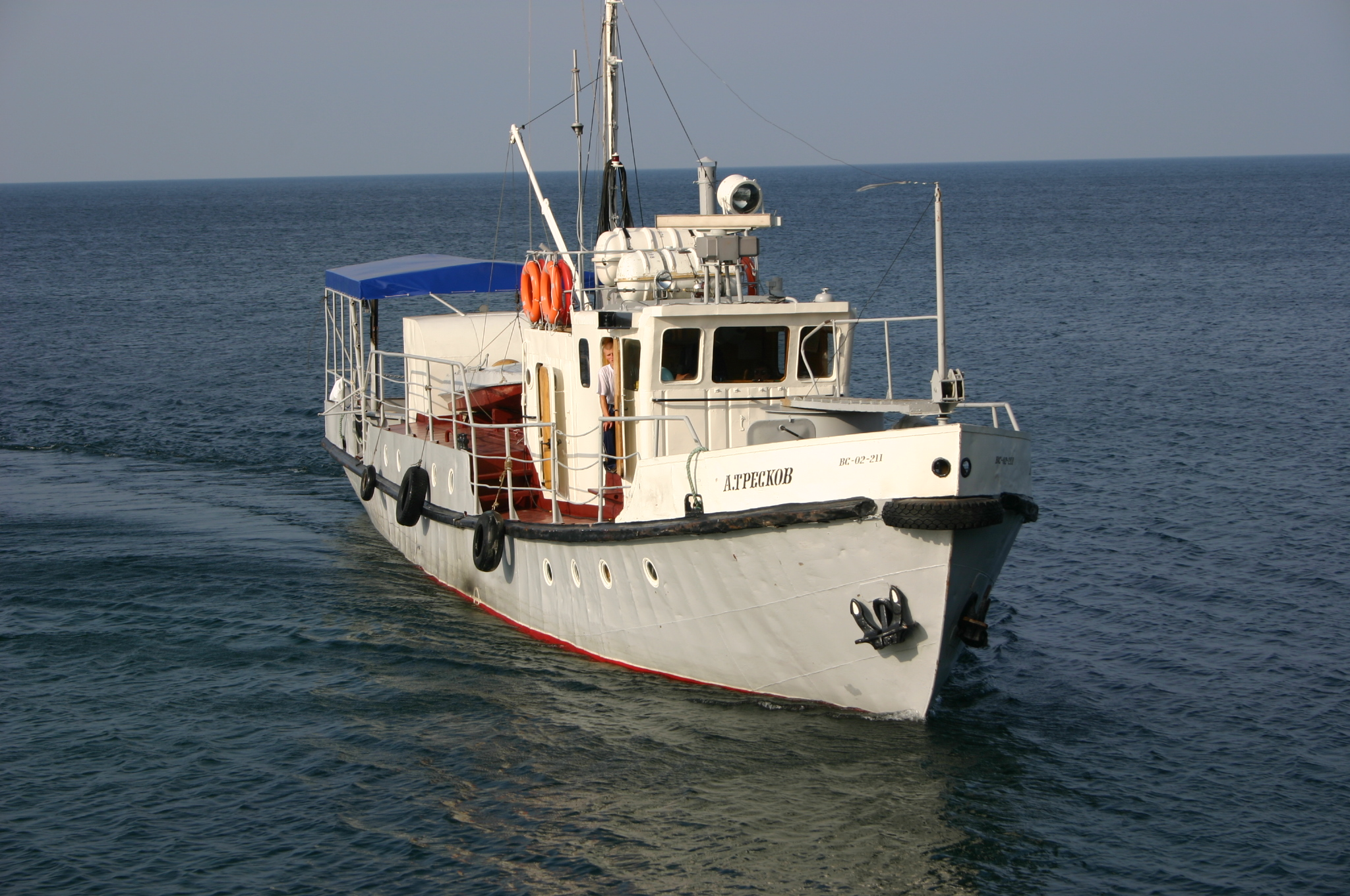
Круиз на экскурсионном теплоходе
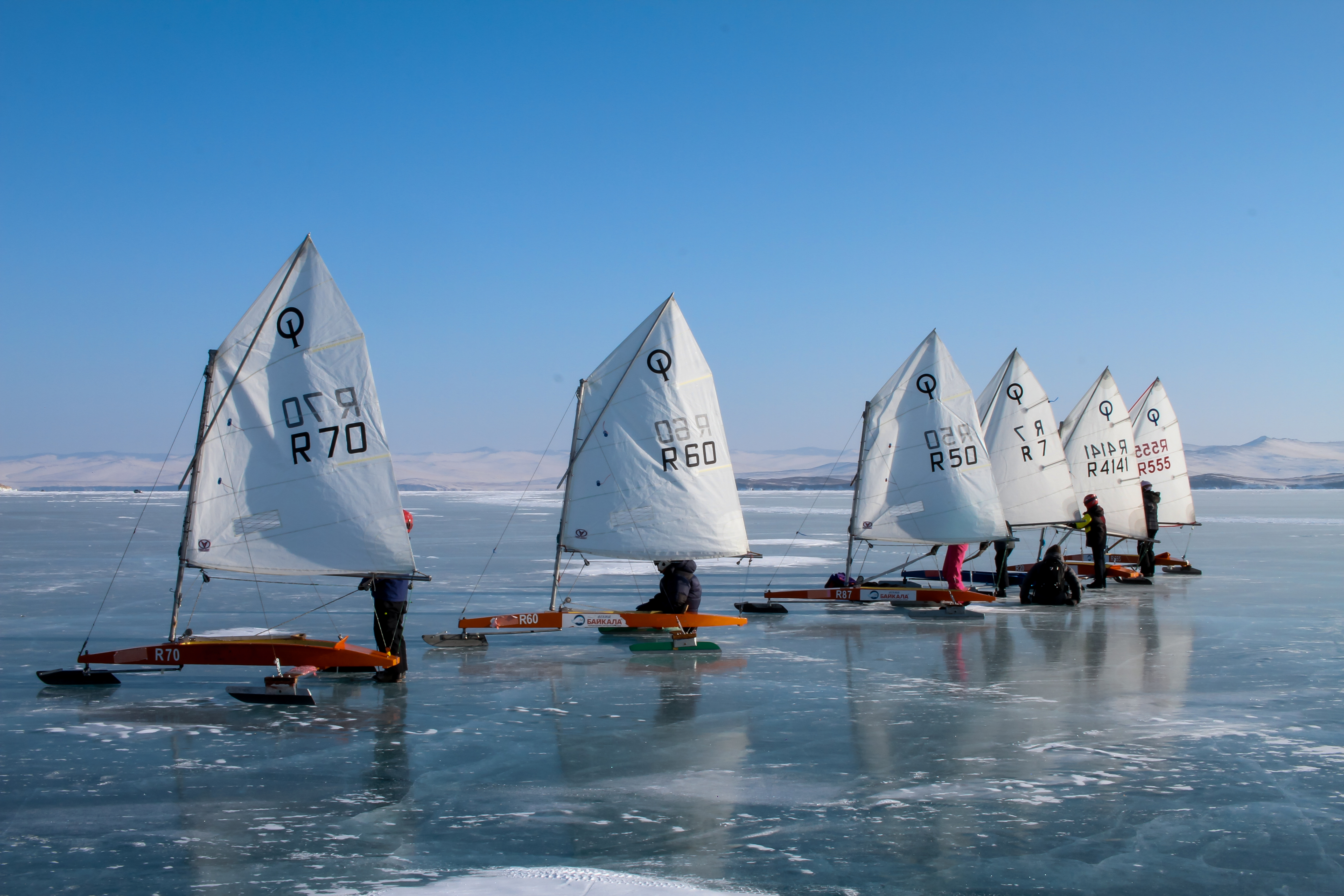
Парусный спорт
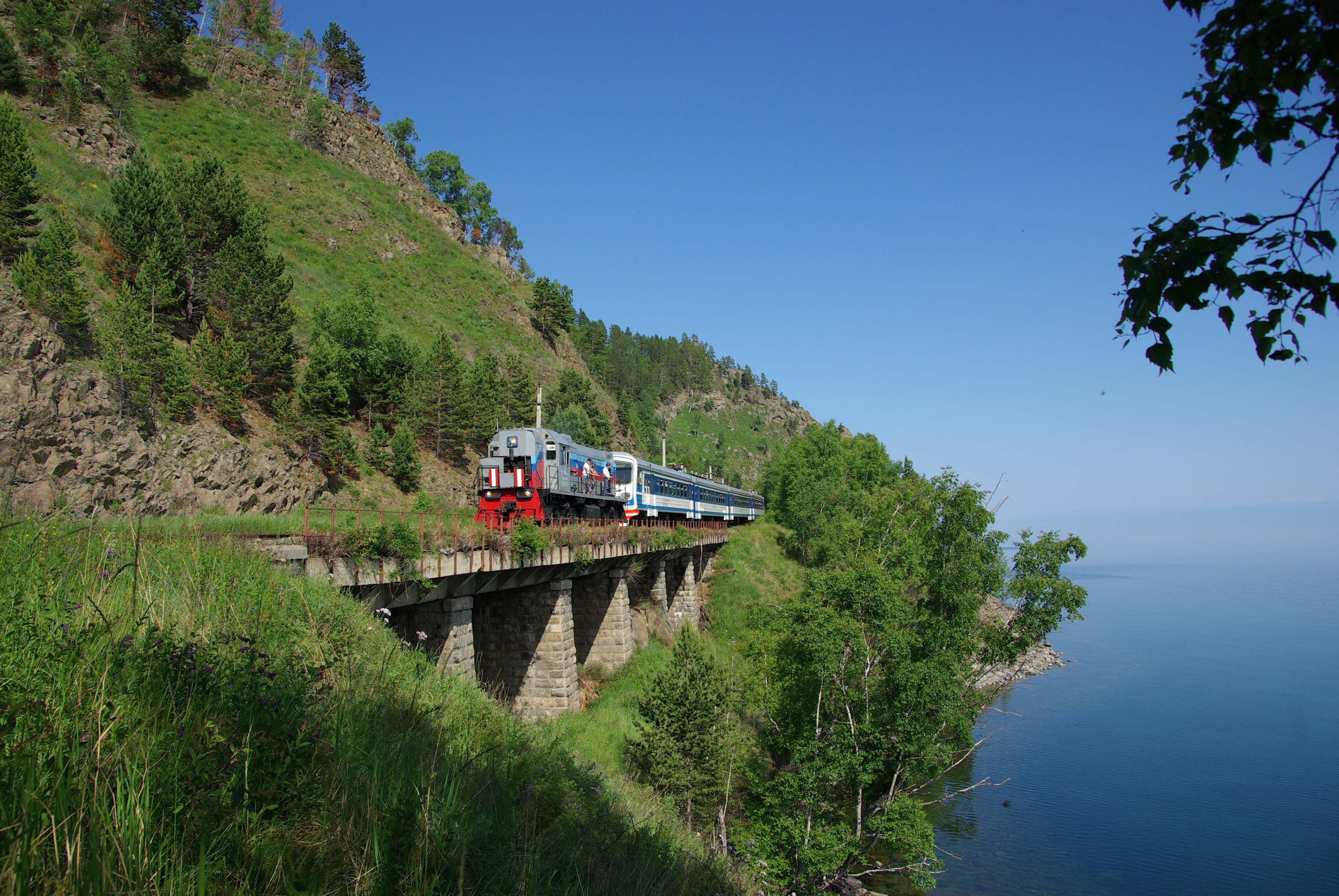
Кругобайкальская железная дорога